# Pactar amb el diable
Pactar amb el diable (títol original en anglès The Devil's Advocate) és una pel·lícula estatunidenca dirigida per Taylor Hackford el 1997 a partir de la novel·la The Devil's Advocate d'Andrew Neiderman. S'ha doblat i subtitulat al català.

## Argument
Kevin Lomax, un jove i brillant advocat de Florida, ha de fer una tria, defensar el seu client, un professor que sap que és culpable d'abús sexual a una menor, o abandonar el procés. Tanmateix, mai no ha perdut un sol procés a la seva vida, i per això decideix passar de llarg de les seves conviccions i guanyar el procés desacreditant totalment la jove acusadora del seu client.
Rep llavors una proposició molt lucrativa de part de John Milton: arribar al gran gabinet d'advocats novaiorquès que Milton dirigeix. La seva dona, Marie-Ann, el convencerà llavors d'acceptar, mentre que la seva mare, una dona molt religiosa, el posa en guàrdia contra els perills que representa Nova York, ciutat de tots els vicis.

## Rèpliques
La rèplica famosa de Kevin Lomax a John Milton és treta d'un vers d'aquest mateix John Milton, poeta del segle xvii: «Val més regnar a l'Infern que servir al Paradís» (John Milton, Paradise Lost , Llibre I, vers 263: "Better to reign in Hell than serve in Heaven"!).

## Repartiment
- Al Pacino: John Milton/Satan
- Keanu Reeves: Kevin Lomax
- Charlize Theron: Marie-Ann Lomax
- Jeffrey Jones: Eddie Barzoon
- Judith Ivey: Alice Lomax, la mare de Kevin
- Connie Nielsen: Christabella
- Craig T. Nelson: Alexander Cullen
- Monica Keena: Alessandra Cullen
- Susan Kellerman: Joyce Rensaleer
- Heather Matarazzo: Barbara